# Robert Lowth
Robert Lowth (27 novembre 1710 – 3 novembre 1787) est un linguiste britannique, évêque de l'Église d'Angleterre, et également professeur de poésie à l'Université d'Oxford. Il a écrit plusieurs livres sur la grammaire anglaise, une biographie de William de Wykeham ainsi qu'un livre sur la poétique de la Bible. Avec ce dernier ouvrage, il a ouvert la voie à l'étude de la rhétorique sémitique.

## Biographie
Robert Lowth naquit dans le Hampshire, en Angleterre ; il était le fils du Dr William Lowth. Il fit ses études au Winchester College puis entra au New College d'Oxford en 1729. Il obtint son baccalauréat ès arts en 1733 et sa maîtrise ès arts en 1737. En 1735, alors qu'il était encore à Oxford, il fut ordonné dans l'Église anglicane et nommé curé d'Ovington, dans le Hampshire, poste qu'il conserva jusqu'en 1741, quand il fut nommé professeur de poésie à Oxford. 
Il fit une traduction de la Bible dont E.J. Waggoner disait en 1899 qu'elle contenait « incontestablement, dans son ensemble, la meilleure traduction en anglais de la prophétie d'Isaïe ». 

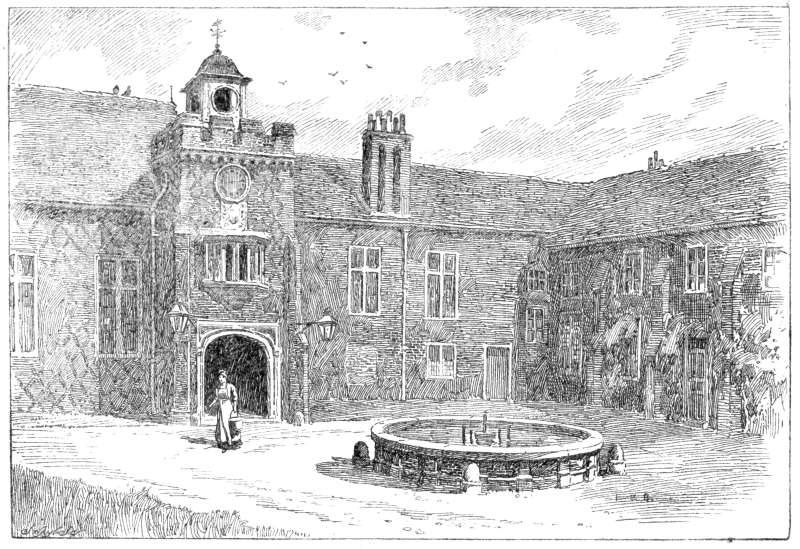
Fulham Palace, ancienne résidence des évêques de Londres

En 1750, il fut nommé archidiacre de Winchester. En 1752, il démissionna de sa chaire à Oxford et épousa Mary Jackson. Peu après, en 1753, il fut nommé recteur d'East Woodhay. En 1754, il devint docteur en théologie de l'Université d'Oxford avec une thèse sur la poésie hébraïque intitulée Praelectiones Academicae De sacra Poesi Hebraeorum (Sur la poésie sacrée des Hébreux). Cette œuvre, qui était le résultat d'une série de conférences, parut d'abord en latin. Une traduction anglaise fut publiée par George Gregory en 1787 sous le titre de Lectures on the Sacred Poetry of the Hebrews. Cette édition et celles qui suivirent comprennent sous forme de préface la vie de l'évêque Lowth. Il y eut une nouvelle édition publiée en 1815 ; elle fut rééditée en Amérique du Nord en 1829, avec des notes additionnelles. Toutefois, mis à part ces notes, cette édition de 1829 est moins utile pour un lecteur moderne. C'est que son éditeur a choisi de ne plus citer un grand nombre de passages bibliques dont Lowth se sert comme exemples, ainsi que certaines des annotations dues à Johann David Michaelis et d'autres en latin.
Il fut nommé membre des Sociétés royales de Londres et Göttingen en 1765. En 1766 il fut consacré évêque de St David's mais, avant la fin de l'année, transféré au siège d'Oxford, où il resta jusqu'en 1777, quand il fut nommé évêque de Londres, ainsi que doyen de la chapelle royale et conseiller privé. En 1783, il aurait pu devenir archevêque de Cantorbéry, mais il déclina cette offre en raison de sa santé défaillante. 

## Recherches sur l'Ancien Testament
Lowth semble avoir été le premier à avoir remarqué la structure poétique des Psaumes et d'une grande partie de la littérature prophétique de l'Ancien Testament ou au moins attiré l'attention sur ce point. Dans sa dix-neuvième conférence, il donne l'exposé classique du parallélisme qui reste encore aujourd'hui la catégorie la plus fondamentale pour comprendre la poésie hébraïque. Il distingue trois formes de parallélisme : synonyme, antithétique et synthétique (c'est-à-dire ce qui se cantonne au mode de l'expression sans synonymie ni antithèse). Dans une certaine mesure, désormais, un grand nombre de commentaire sur les Psaumes reposent sur ces conférences, directement ou indirectement.

## Son travail sur la grammaire anglaise
Lowth publia en 1762 une brève introduction à la grammaire anglaise (A Short Introduction to English Grammar). Poussé par l'absence à son époque de manuels de grammaire simples et pédagogique, il décida de remédier à cette situation. Sa grammaire est à l'origine d'un grand nombre de schibboleth qui sont étudiés en classe, et font de lui le premier d'une longue lignée de commentateurs qui ne se contentent pas de décrire la façon de se servir de l'anglais mais portent un jugement sur elle. On trouve un exemple de ces deux façons de voir dans une de ses notes de bas de page : « Certains auteurs font de whose le cas possessif de which et l'appliquent à des choses aussi bien qu'à des personnes ; je pense qu'elles se trompent. » Sa contribution la plus fameuse à l'étude de la grammaire est sans doute l'idée que les phrases se terminant par une préposition, comme : « What did you ask for ? » ne conviennent pas dans un style écrit soigné. Et pourtant, Lowth a utilisé cette même construction au moment où il la discutait : «Il s'agit d'une façon de parler à laquelle notre langue incline fortement, elle prédomine dans la conversation courante, et convient parfaitement avec le style familier, même par écrit, mais placer la préposition devant le mot auquel elle se rapporte a plus d'élégance, est plus clair et s'accorde beaucoup mieux avec le style solennel et élevé. »
La méthode de Lowth comprenait une critique des « erreurs de syntaxe » ; ses exemples étaient tirés de Shakespeare, de la Bible du roi Jacques, de John Donne, de Milton, de Swift, de Pope, et d'autres écrivains célèbres. Sa façon de comprendre la grammaire (comme le faisaient tous les linguistes de son époque) se fondait en grande partie sur l'étude du latin, ce qui a été critiqué une génération plus tard comme une mauvaise conception. Ainsi désapprouve-t-il chez Addison « Who should I meet the other night, but my old friend? », du fait que le complément devrait être au « cas régime » (correspondant, comme il le dit plus haut, à un accusatif en latin), au lieu de prendre cet exemple et d'autres comme une preuve que chez de bons écrivains who peut être un complément d'objet direct.
Les opinions de Lowth convenaient particulièrement à ceux qui souhaitaient dans leur langue certitude et autorité. Sa grammaire n'avait pas été faite pour les enfants, et cependant il ne fallut pas une décennie après son apparition pour qu'en apparussent des versions adaptées pour un usage scolaire, et les préceptes de Lowth en matière de style eurent force de loi dans les classes. Ce manuel resta couramment utilisé dans les écoles jusqu'au début du XXe siècle. 
Sur la mort de sa fille, Maria, Lowth a écrit une épitaphe latine, Cara, Vale, qui fut très admirée à la fin du XVIIIe et au début du XIXe siècle. Elle fut mise en musique par le compositeur anglais John Wall Callcott. 
Lowth mourut en 1787, et repose à Fulham (Londres), au cimetière de l'église d'All Saints.

## Œuvres
- Leçons sur la poésie sacrée des Hébreux
- Life of William of Wykeham, Bishop of Winchester (London, 1759)